# Каманчі (Айова)
Каманчі (англ. Camanche) — місто (англ. city) в США, в окрузі Клінтон штату Айова. Населення — 4570 осіб (2020).

## Географія
Каманчі розташоване за координатами 41°47′34″ пн. ш. 90°16′34″ зх. д. / 41.79278° пн. ш. 90.27611° зх. д. (41.792708, -90.276227).  За даними Бюро перепису населення США в 2010 році місто мало площу 24,43 км², з яких 22,48 км² — суходіл та 1,95 км² — водойми.

## Демографія
Згідно з переписом 2010 року, у місті мешкало 4448 осіб у 1918 домогосподарствах у складі 1249 родин. Густота населення становила 182 особи/км².  Було 2010 помешкань (82/км²).
Расовий склад населення:
| - 97,6 % — білих - 0,6 % — чорних або афроамериканців - 0,4 % — азіатів - 0,2 % — корінних американців |

До двох чи більше рас належало 0,8 %. Частка іспаномовних становила 2,1 % від усіх жителів.
За віковим діапазоном населення розподілялося таким чином: 22,6 % — особи молодші 18 років, 59,8 % — особи у віці 18—64 років, 17,6 % — особи у віці 65 років та старші. Медіана віку мешканця становила 43,7 року. На 100 осіб жіночої статі у місті припадало 97,8 чоловіків;  на 100 жінок у віці від 18 років та старших — 94,6 чоловіків також старших 18 років.
Середній дохід на одне домашнє господарство  становив 69 700 доларів США (медіана — 56 318), а середній дохід на одну сім'ю — 88 585 доларів (медіана — 73 478). Медіана доходів становила 55 524 долари для чоловіків та 33 056 доларів для жінок. За межею бідності перебувало 17,9 % осіб, у тому числі 36,2 % дітей у віці до 18 років та 1,8 % осіб у віці 65 років та старших.
Цивільне працевлаштоване населення становило 2187 осіб. Основні галузі зайнятості: виробництво — 23,6 %, роздрібна торгівля — 17,2 %, освіта, охорона здоров'я та соціальна допомога — 15,1 %.